# Новомихайлівка (Білгород-Дністровський район)
Новомиха́йлівка — село Тузлівської сільської громади, у Білгород-Дністровському районі Одеської області України. Населення становить 106 осіб.

## Населення
Згідно з переписом УРСР 1989 року чисельність наявного населення села становила 154 особи, з яких 67 чоловіків та 87 жінок.
За переписом населення України 2001 року в селі мешкало 105 осіб.

### Мова
Розподіл населення за рідною мовою за даними перепису 2001 року:
| Мова       | Відсоток |
| ---------- | -------- |
| українська | 97,17 %  |
| російська  | 2,83 %   |